# Jerry van Wolfgang
Jerry van Wolfgang (Arnhem, 12 maart 1992), tot 2018 gekend als Jerry van Ewijk, is een Nederlandse voetballer die bij voorkeur als vleugelspeler speelt. Op 24 augustus tekende van Wolfgang een 1-jarig contract bij ADO Den Haag.

## Clubcarrière
Van Ewijk stroomde in 2011 door vanuit de jeugd van Vitesse. Dat verhuurde hem gedurende het seizoen 2011/12 aan AGOVV Apeldoorn. Eerder speelde Van Ewijk bij Vitesse 1892, PSV en de Vitesse/AGOVV Voetbal Academie. In 2012 sloot hij op amateurbasis aan bij het tweede team van De Graafschap. In juni 2013 werd Van Ewijk voor twee seizoenen vastgelegd door deze club.
Van Ewijk tekende in 2015 een contract tot medio 2018 bij het dan net uit de Eredivisie gedegradeerde Go Ahead Eagles. Dat nam hem transfervrij over van De Graafschap.
Hij tekende in januari 2018 een contract bij Reno 1868 dat hem overnam van Orange County. Na zijn huwelijk ging hij vanaf het seizoen 2018 met de naam Van Wolfgang spelen. In 2019 keerde hij terug bij Orange County.
In februari 2020 ging Van Wolfgang in Zuid-Korea voor Cheonan City FC spelen dat uitkomt in de nieuw gevormde K3 League. In februari 2022 verbond hij zich aan FC Namdong dat uitkomt in de K4 League. In september 2022 ging hij op hetzelfde niveau voor Goyang KH spelen. Vanaf januari 2023 zat hij zonder club. 
In de zomer van 2023 was hij op proef bij De Graafschap. Dit leidde niet tot een contract. Op 24 augustus 2023 ondertekende Van Wolfgang een eenjarig contract bij ADO Den Haag, uitkomend in de Eerste divisie.

## Interlandcarrière
Met het Nederlands voetbalelftal onder 17 bereikte hij in 2009 de finale van het Europees kampioenschap voetbal onder 17. Hij kwam ook uit voor het Nederlands voetbalelftal onder 19.

## Clubstatistieken[5]
| Seizoen | Club              | Duels | Goals | Competitie           |
| ------- | ----------------- | ----- | ----- | -------------------- |
| 2011/12 | Vitesse           | 0     | 0     | Eredivisie           |
| 2011/12 | → AGOVV Apeldoorn | 19    | 1     | Eerste divisie       |
| 2012/13 | De Graafschap     | 9     | 1     | Eerste divisie       |
| 2013/14 | De Graafschap     | 27    | 5     | Eerste divisie       |
| 2014/15 | De Graafschap     | 36    | 18    | Eerste divisie       |
| 2015/16 | Go Ahead Eagles   | 26    | 6     | Eerste divisie       |
| 2016/17 | Go Ahead Eagles   | 0     | 0     | Eredivisie           |
| 2017    | Orange County SC  | 29    | 8     | United Soccer League |
| 2018    | Reno 1868 FC      | 29    | 6     | United Soccer League |
| 2019    | Orange County SC  | 34    | 3     | United Soccer League |
| 2020    | Cheonan City FC   | 14    | 5     | K3 League            |
| 2021    | Cheonan City FC   | 6     | 0     | K3 League            |
| Totaal  | Totaal            | 229   | 53    |                      |

Bijgewerkt t/m 19 februari 2022